# IC 396
IC 396 هو اصطدام مجري، يقع في كوكبة الزرافة، يقدر بعده عن مجرة درب التبانة بنحو 46 مليون سنة ضوئية ويقدر قطره بحوالي 30 ألف سنة ضوئية، وقد تم اكتشافه في 19 أكتوبر 1890.

## روابط خارجية
- IC 396 على موقع ويكي سكاي: DSS2, SDSS, GALEX, IRAS, Hydrogen α, X-Ray, Astrophoto, Sky Map, Articles and images